# Scuola speciale per archivisti e bibliotecari
La Scuola di specializzazione in "Beni archivistici e librari" (fino al 2006 denominata "Scuola speciale per archivisti e bibliotecari") è stata una Scuola di specializzazione attiva presso l'università di Roma "La Sapienza".
Nel 1927 nell'ambito della Scuola di perfezionamento in storia medievale e moderna della facoltà di lettere e filosofia fu creata una sezione speciale per bibliotecari, archivisti e paleografi (con due indirizzi e due distinti diplomi: bibliotecario-paleografo e archivista-paleografo).
Nel 1952 assunse l'attuale denominazione e fu assimilata ad una facoltà universitaria.
La scuola rilasciava diplomi per archivisti, bibliotecari e conservatori paleografi.
A seguito della riforma universitaria la scuola ha attivato corsi di laurea magistrale e la scuola di specializzazione post laurea per "archivista paleografo", "archivista moderno" e "bibliotecario".
Nell'ambito dell'università romana faceva parte dell'Ateneo federato delle scienze umanistiche, giuridiche ed economiche, insieme alle facoltà di economia, di giurisprudenza, di lettere e filosofia e di psicologia II.
In conseguenza del decreto ministeriale del 31 gennaio 2006 (Riassetto delle Scuole di specializzazione nel settore della tutela, gestione e valorizzazione del patrimonio culturale) la Scuola è stata soppressa e al suo posto è stata istituita La Scuola di Specializzazione in “Beni archivistici e librari”.